# Derek Parkin
Derek Parkin, född 2 januari 1948 i Newcastle-on-Tyne, är en före detta engelsk fotbollsspelare.
Parkin är den spelare som spelat flest a-lagsmatcher för Wolverhampton Wanderers FC – 609 – varav 501 är ligamatcher, vilket också det är klubbrekord. Under fyra säsonger spelade han 50 eller fler matcher, ännu ett klubbrekord. Under två säsonger i rad (1968-69 och 1969-70) så spelade han varje serie och cupmatch som klubben spelade.
Han spelade två cupfinaler (Ligacupen) på Wembley Stadium med Wolves och vann båda, 1974, 1980. Han kallades "squeak" på grund av sin gälla röst.

## Meriter
- Ligacupen, mästare 1974, 1980
- Texaco Cup, mästare 1971
- UEFA-cupen, finalist 1971/1972
- Division Två 1976/1977